# 拘利
拘利国，马来半岛历史古国，《南州异物志》称为句稚，《通典》称为九离。

《梁书》记载
从扶南发，投拘利口，循海大湾中，正西北入，历湾边数国，一年余到天竺江口。
许云樵考证，拘利国在马来半岛东岸。

《南州异物志》记载
句稚去頓遜八百里，有江口西南向东北行，极大崎头出涨海中，浅而多礠石。